# Sven van der Maaten
Sven van der Maaten (Harderwijk, 23 maart 1994) is een Nederlands voetbalkeeper die voor SVV Scheveningen speelt.

## Carrière
Sven van der Maaten speelde in de jeugd van EFC '58, DVS '33, SBV Vitesse en NAC Breda. Bij NAC zat hij vanaf 2015 regelmatig op de bank bij het eerste elftal, maar kwam hier niet in actie. In het seizoen 2017/18 werd hij verhuurd aan Telstar. Hij debuteerde in het betaald voetbal voor Telstar op 20 september 2017, in de met 4-1 verloren bekerwedstrijd tegen VVSB. Hij maakte zijn competitiedebuut voor Telstar op 6 oktober 2017, in de met 3-4 gewonnen uitwedstrijd tegen FC Volendam. Na een seizoen van NAC gehuurd te zijn, maakte Van der Maaten transfervrij de overstap naar Telstar. Hier speelde hij vijftien wedstrijden in twee seizoenen, waarna hij in 2020 naar SVV Scheveningen vertrok.

### Carrière
| Seizoen                       | Club             | Land           | Competitie     | Competitie | Competitie | Beker | Beker | Overig | Overig | Totaal | Totaal |
| Seizoen                       | Club             | Land           | Competitie     | Wed.       | Dlp.       | Wed.  | Dlp.  | Wed.   | Dlp.   | Wed.   | Dlp.   |
| ----------------------------- | ---------------- | -------------- | -------------- | ---------- | ---------- | ----- | ----- | ------ | ------ | ------ | ------ |
| 2015/16                       | NAC Breda        | Nederland      | Eerste divisie | 0          | 0          | 0     | 0     | –      | –      | 0      | 0      |
| 2016/17                       | NAC Breda        | Nederland      | Eerste divisie | 0          | 0          | 0     | 0     | 0      | 0      | 0      | 0      |
| 2017/18                       | NAC Breda        | Nederland      | Eredivisie     | 0          | 0          | 0     | 0     | –      | –      | 0      | 0      |
| 2017/18                       | → Telstar        | Nederland      | Eerste divisie | 1          | 0          | 1     | 0     | 0      | 0      | 2      | 0      |
| 2018/19                       | Telstar          | Nederland      | Eerste divisie | 5          | 0          | 0     | 0     | –      | –      | 5      | 0      |
| 2019/20                       | Telstar          | Nederland      | Eerste divisie | 10         | 0          | 1     | 0     | –      | –      | 11     | 0      |
| 2020/21                       | SVV Scheveningen | Nederland      | Tweede divisie | 4          | 0          | 0     | 0     | –      | –      | 4      | 0      |
| Carrièretotaal                | Carrièretotaal   | Carrièretotaal | Carrièretotaal | 20         | 0          | 2     | 0     | 0      | 0      | 22     | 0      |
| Bijgewerkt op 13 januari 2021 |                  |                |                |            |            |       |       |        |        |        |        |